# 整体计划
整体计划（英語：Aggregate planning），是一项流程管理行为，提前2-8个月为生产流程制定整体的计划，让人们可以对流程管理有整体了解，知道需要的物资数量和其他资源，于是，企业的整体运营成本就在流程过程中保持在最低状态。
进行外包、承包的项目数量，员工加班时间，每个阶段需要雇佣和开除的员工数量，以及需要储存和备份的库存数量，都需要在整体计划中确定。所有都需要符合公司的企业道德标准、政策和长期的社会、社区和运营所在国的责任。
整体计划需要包含一些数据包括：
- 可用的资源和设备的清单
- 流程进行阶段的需求预测
- 不同的替代资源及其成本，包括保有库存的成本，订单成本，不同生产模式，例如承包、延期未交订货和超时的生产成本等。
- 上述情况下，公司会涉及到的政策。

"整体计划包括匹配中长期未来（大约12个月内）产出供给和需求。其中整体这个词，表示这个计划是针对整体产出量化评测，至少是一系列的产品集合。整体计划的目的是制定整体产出级别，以便应对波动和不确定需求。整体计划必须可以影响到产出和供给。

## 更多阅读
- Nahmias, Steven (2009). "Production and Operation Analysis". New York, New York: McGraw-Hill Inrwin
- Schroeder, R.G (2007). Operations management. New York, New York: McGraw-Hill Inrwin
- Stevenson, William J. (2007). Operations management. New York, New York: McGraw-Hill Inrwin